# Tara TM-9
Tara TM-9 — черногорский полуавтоматический пистолет. Создан компанией Tara Perfection из города Мойковац для черногорской армии.

## Описание
Ударно-спусковой механизм ударниковый, двойного действия. Ствол и затвор изготовлены из нержавеющей стали с антикоррозийным покрытием. Все остальные металлические части также проходят антифрикционную и антикоррозийную обработку. Это позволяет фирме давать гарантию на 50000 выстрелов без замены любых деталей.
Каждый пистолет поставляется с 2 магазинами ёмкостью 17 патронов. Магазин изготавливается из стали с особым антифрикционным покрытием против трения, позволяющим магазину быстро скользить в пистолете и при этом иметь необходимую прочность. Стандартный снаряжаемый боеприпас — 9×19 мм Парабеллум. Приёмник магазина выполнен из высокопрочного полимера. Кнопка сброса магазина имеется с обеих сторон пистолета, что позволяет одинаково использовать в обеих кистях рук. Рамка пистолета сделана из полимера для сокращения веса. На ней стандартно располагается планка Пикатинни под стволом для крепления вспомогательного оборудования вроде тактических фонарей или лазерных прицелов. Ось ствола находится на максимально низком расстоянии от кисти, что даёт при выстреле меньший подброс ствола и лучшую управляемость. Автоматика пистолета использует короткий ход ствола и его жёсткое запиранием перекосом казённой части. Запирание и отпирание происходит при взаимодействии фигурного выреза в приливе под стволом с вкладышем рамки оружия.
Tara TM-9 поставляются в стандартной комплектации со стальным трёхточечным прицелом. Рукоятка пистолета может настраиваться под конкретного стрелка путём изменения размера. Каждый пистолет поставляется с тремя различными задними крышками.